# Chandelier
«Chandelier» (en español: «Candelabro») es una canción interpretada por la cantante y compositora australiana Sia, lanzada el 17 de marzo de 2014, como primer sencillo de su sexto álbum de estudio, 1000 Forms of Fear. La canción fue coescrita por Sia y Jesse Shatkin, mientras que la producción estuvo a cargo de Greg Kurstin. «Chandelier» es la primera canción de la cantante como artista principal en aparecer en la lista Billboard Hot 100, debutando en el puesto 75 y siendo el puesto 8 su mejor posición. Debido a esta canción, en 2015 Sia obtuvo cuatro nominaciones en la 57.ª edición de los Premios Grammy en las categorías grabación y canción del año, mejor interpretación pop solista y mejor video musical para la ceremonia de premiación que se realizó el 8 de febrero de 2015. La canción se utilizó en el comercial del perfume Miss Dior, el cual es protagonizado por Natalie  Portman.

## Antecedentes y composición
«Chandelier» es el primer sencillo de Sia en cuatro años, tras el lanzamiento de su quinto álbum de estudio We Are Born (2010). El video y la canción contienen referencias a la vida y los sentimientos de la propia cantante.
Entre We Are Born y su próximo álbum, Sia se tomó un descanso y comenzó a coescribir canciones para otros artistas, incluyendo a "Pretty Hurts" de Beyoncé, "Sexercize" de Kylie Minogue, "Loved Me Back to Life" de Céline Dion, "Wild Ones" de Flo Rida, "Titanium" y "She Wolf (Falling to Pieces)" de David Guetta, "Double Rainbow" de Katy Perry, "Diamonds" de Rihanna, "Perfume" de Britney Spears y "Chasing Shadows" de Shakira.
«Chandelier» fue escrito por Sia, Jesse Shatkin y fue producido por Greg Kurstin y Shatkin. Fue descripto como una balada electropop. Líricamente, «Chandelier» es un tema triste que habla de "el brillo y la fatiga de la vida de una chica fiestera".

## Promoción

Créditos en la portada del sencillo.

"Chandelier", fue lanzado el 17 de marzo de 2014 a través de Monkey Puzzle Records, bajo la exclusividad del sello discográfico RCA. El 13 de marzo de 2014, fue publicado un vídeo de la canción en YouTube con una duración de diez segundos, y compartido por los medios de comunicación. El sencillo llegó a estar disponible en su totalidad a las 4 a. m. hora del Reino Unido.

## Comentarios de la crítica
La canción recibió una buena acogida por parte de crítica musical y público en general. Bradley Stern de MuuMuse etiqueta a "Chandelier" como la mejor canción pop de 2014, alabando la composición de Sia y su voz en la canción. En VH1, Emily Exton compartió ese pensamiento, considerándola como la mejor canción de Sia que jamás había escrito.

## Rendimiento comercial
En los Estados Unidos, «Chandelier» debutó en el número 75 en el conteo estadounidense Billboard Hot 100 para la semana del 31 de mayo de 2014. «Chandelier» es la primera canción de la cantante en aparecer en la lista Billboard Hot 100, debutando en el #75 y siendo hasta el momento el #08 su mejor posición en el gráfico como artista principal.  La canción alcanzó el millón de unidades vendidas en los Estados Unidos, hasta agosto de 2014, y superó la marca de 2 millones de copias vedidas en enero de 2015. La canción también alcanzó el número seis en la lista Canadian Hot 100. En junio de 2014, el sencillo fue certificado disco de platino por Music Canada.
«Chandelier» fue un éxito en Oceanía y Europa, alcanzando un pico entre los cinco primeros incluyendo: Francia, Polonia, Argentina, España, Colombia e Israel (número uno), Australia, Suiza, Bélgica, Austria y Noruega (número dos), Nueva Zelanda y Eslovaquia (número tres) , Italia (número dos), Noruega y Escocia (número cinco). El sencillo fue certificado cuádruple platino por la Australian Recording Industry Association (ARIA) y platino por la Recorded Music NZ (RMNZ). En el Reino Unido, «Chandelier» llegó al número seis en la lista UK Singles Chart. En Francia, el sencillo fue el tercer sencillo más vendido de 2014, de acuerdo con Syndicat National de l'Édition Phonographique.

## Video musical
Un adelanto del video de "Chandelier" fue lanzado el 1 de mayo de 2014. El video oficial fue publicado en Youtube VEVO el 6 de mayo de 2014. En él aparece la bailarina Maddie Ziegler, de 11 años en el momento de hacer el video y participante del reality show Dance Moms, ejecutando una coreografía creada por Ryan Heffington al interior de un apartamento vacío. Sia le pidió a Ziegler participar en su video mediante Twitter. Semanas después se estrenó una segunda versión del video sin cortes ni ediciones. En julio del mismo año, el clip recibió dos nominaciones a los premios MTV Video Music Awards, en las categorías Video del año y Mejor coreografía, ganando finalmente el segundo de ellos.
El viernes 5 de diciembre de 2014, a través de Twitter se revelaron los nominados a los premios Grammy de 2015, donde Sia está nominada en cuatro categorías: grabación del año, canción del año, mejor interpretación vocal pop y mejor video musical.

## Actuaciones en directo
Sia interpretó "Chandelier" en The Ellen DeGeneres Show el 19 de mayo de 2014, con Maddie Ziegler recreando la coreografía en el video musical. Sia también realizó la canción en Late Night with Seth Meyers el 9 de junio de 2014, con la creadora y protagonista de la serie Girls Lena Dunham que realiza la coreografía. En febrero de 2015 en la 57.ª edición de los premios Grammy, Sia cantó "Chandelier" siendo acompañada por Maddie Ziegler y la actriz Kristen Wigg.

## Canciones
| Descarga digital |              |          |  |
| N.º              | Título       | Duración |  |
| 1.               | «Chandelier» | 3:36     |  |

| Descarga digital (Remixes EP) |                                     |          |  |
| N.º                           | Título                              | Duración |  |
| 1.                            | «Chandelier» (Four Tet Remix)       | 4:30     |  |
| 2.                            | «Chandelier» (Plastic Plates Remix) | 4:27     |  |
| 3.                            | «Chandelier» (Cutmore Club Remix)   | 5:08     |  |
| 4.                            | «Chandelier» (Hector Fonseca Remix) | 6:26     |  |
| 5.                            | «Chandelier» (Liam Keegan Remix)    | 5:15     |  |
| 6.                            | «Chandelier» (Dev Hynes Remix)      | 3:43     |  |

## Posicionamiento en listas y certificaciones
| Lista (2014)                             | Mejor posición |
| ---------------------------------------- | -------------- |
| Alemania (Media Control AG)              | 10             |
| Argentina (Los 40 Principales Argentina) | 1              |
| Australia (ARIA)                         | 2              |
| Austria (Ö3 Austria Top 40)              | 2              |
| Bélgica (Flandes) (Ultratop 50)          | 8              |
| Bélgica (Valonia) (Ultratop 50)          | 2              |
| Canadá (Hot 100)                         | 6              |
| Colombia (Los 40 Principales)            | 1              |
| Dinamarca (Tracklisten)                  | 6              |
| Escocia (Scottish Singles Top 40)        | 4              |
| Eslovaquia (Radio Top 100 Chart)         | 3              |
| España (Los 40 Principales)              | 1              |
| España (Top 100 Canciones)               | 3              |
| Estados Unidos (Billboard Hot 100)       | 8              |
| Estados Unidos (Pop Songs)               | 11             |
| Estados Unidos (Hot Dance Club Songs)    | 1              |
| Estados Unidos (Adult Pop Songs)         | 10             |
| Estados Unidos (Streaming Songs)         | 5              |
| Estados Unidos (On-Demand Songs)         | 4              |
| Finlandia (OFC)                          | 5              |
| Francia (SNEP)                           | 1              |
| Hungría (Single Top 40)                  | 14             |
| Irlanda (IRMA)                           | 5              |
| Israel (Media Forest)                    | 1              |
| Italia (FIMI)                            | 2              |
| Grecia (Greece Digital Songs)            | 2              |
| Japón (Japan Hot 100)                    | 39             |
| Líbano (Lebanese Top 20)                 | 3              |
| Noruega (VG-lista)                       | 4              |
| Nueva Zelanda (Recorded Music NZ)        | 3              |
| Países Bajos (Dutch Top 40)              | 27             |
| Polonia (Polish Airplay Top 100)         | 1              |
| Reino Unido (UK Singles Chart)           | 6              |
| República Checa (Radio Top 100 Chart)    | 2              |
| Suecia (Sverigetopplistan)               | 5              |
| Suiza (Schweizer Hitparade)              | 2              |
| Suiza (Romandie)                         | 1              |

| Lista (2014)                              | Mejor posición |
| ----------------------------------------- | -------------- |
| Australia (ARIA)                          | 6              |
| Austria (Ö3 Austria Top 40)               | 27             |
| Bélgica (Ultratop Flanders)               | 43             |
| Bélgica (Ultratop Valona)                 | 5              |
| Canadá (Canadian Hot 100)                 | 26             |
| Dinamarca (Tracklisten)                   | 15             |
| Francia (SNEP)                            | 4              |
| Alemania (Media Control Charts)           | 43             |
| Israel (Media Forest)                     | 3              |
| Italia (FIMI)                             | 15             |
| Países Bajos (Single Top 100)             | 56             |
| Nueva Zelanda (Recorded Music NZ)         | 11             |
| Polonia (ZPAV)                            | 19             |
| Suecia (Sverigetopplistan)                | 15             |
| Suiza (Schweizer Hitparade)               | 9              |
| Reino Unido (Official Charts Company)     | 32             |
| Estados Unidos Billboard Hot 100          | 25             |
| Estados Unidos (Adult Top 40) (Billboard) | 49             |
| Estados Unidos (Hot Dance Club Songs)     | 9              |
| Estados Unidos (Pop Songs) (Billboard)    | 43             |

| Lista (2014)                             | Mejor posición |
| ---------------------------------------- | -------------- |
| Alemania (Media Control AG)              | 10             |
| Argentina (Los 40 Principales Argentina) | 1              |
| Australia (ARIA)                         | 2              |
| Austria (Ö3 Austria Top 40)              | 2              |
| Bélgica (Flandes) (Ultratop 50)          | 8              |
| Bélgica (Valonia) (Ultratop 50)          | 2              |
| Canadá (Hot 100)                         | 6              |
| Colombia (Los 40 Principales)            | 1              |
| Dinamarca (Tracklisten)                  | 6              |
| Escocia (Scottish Singles Top 40)        | 4              |
| Eslovaquia (Radio Top 100 Chart)         | 3              |
| España (Los 40 Principales)              | 1              |
| España (Top 100 Canciones)               | 3              |
| Estados Unidos (Billboard Hot 100)       | 8              |
| Estados Unidos (Pop Songs)               | 11             |
| Estados Unidos (Hot Dance Club Songs)    | 1              |
| Estados Unidos (Adult Pop Songs)         | 10             |
| Estados Unidos (Streaming Songs)         | 5              |
| Estados Unidos (On-Demand Songs)         | 4              |
| Finlandia (OFC)                          | 5              |
| Francia (SNEP)                           | 1              |
| Hungría (Single Top 40)                  | 14             |
| Irlanda (IRMA)                           | 5              |
| Israel (Media Forest)                    | 1              |
| Italia (FIMI)                            | 2              |
| Grecia (Greece Digital Songs)            | 2              |
| Japón (Japan Hot 100)                    | 39             |
| Líbano (Lebanese Top 20)                 | 3              |
| Noruega (VG-lista)                       | 4              |
| Nueva Zelanda (Recorded Music NZ)        | 3              |
| Países Bajos (Dutch Top 40)              | 27             |
| Polonia (Polish Airplay Top 100)         | 1              |
| Reino Unido (UK Singles Chart)           | 6              |
| República Checa (Radio Top 100 Chart)    | 2              |
| Suecia (Sverigetopplistan)               | 5              |
| Suiza (Schweizer Hitparade)              | 2              |
| Suiza (Romandie)                         | 1              |

| Lista (2014)                              | Mejor posición |
| ----------------------------------------- | -------------- |
| Australia (ARIA)                          | 6              |
| Austria (Ö3 Austria Top 40)               | 27             |
| Bélgica (Ultratop Flanders)               | 43             |
| Bélgica (Ultratop Valona)                 | 5              |
| Canadá (Canadian Hot 100)                 | 26             |
| Dinamarca (Tracklisten)                   | 15             |
| Francia (SNEP)                            | 4              |
| Alemania (Media Control Charts)           | 43             |
| Israel (Media Forest)                     | 3              |
| Italia (FIMI)                             | 15             |
| Países Bajos (Single Top 100)             | 56             |
| Nueva Zelanda (Recorded Music NZ)         | 11             |
| Polonia (ZPAV)                            | 19             |
| Suecia (Sverigetopplistan)                | 15             |
| Suiza (Schweizer Hitparade)               | 9              |
| Reino Unido (Official Charts Company)     | 32             |
| Estados Unidos Billboard Hot 100          | 25             |
| Estados Unidos (Adult Top 40) (Billboard) | 49             |
| Estados Unidos (Hot Dance Club Songs)     | 9              |
| Estados Unidos (Pop Songs) (Billboard)    | 43             |

| País           | Organismo certificador | Certificación            | Ventas certificadas | Ref.   |
| -------------- | ---------------------- | ------------------------ | ------------------- | ------ |
| Australia      | ARIA                   | 3× Platino               | 210 000             | [ 78 ] |
| Canadá         | Music Canada           | Platino                  | 80 000              | [ 79 ] |
| España         | PROMUSICAE             | 4× Platino               | 400,000             | [ 80 ] |
| México         | AMPROFON               | Diamante + Platino + Oro | 390,000             | [ 81 ] |
| Nueva Zelanda  | RMNZ                   | Platino                  | 15 000              | [ 82 ] |
| Suecia         | IFPI Suecia            | Oro                      | 20 000              | [ 83 ] |
| Estados Unidos | RIAA                   | Platino                  | 2 000               | [ 83 ] |

## Sucesiones
| Anterior: «Prayer in C» de Lilly Wood and the Prick & Robin Schulz | SNEP Singles Chart — Sencillo número uno 15 de noviembre de 2014 — 22 de noviembre de 2014  | Siguiente: «Dangerous» de David Guetta con Sam Martin |
| Anterior: «Aftermath (Here We Go)» de Dave Audé con Andy Bell      | Billboard Dance Club Songs — Sencillo número uno 16 de julio de 2014 — 14 de agosto de 2014 | Siguiente: «Do It Again» de Royksopp & Robyn          |
| Anterior: «Liar Liar» de Cris Cab                                  | Media Forest — Sencillo número uno 04 de mayo de 2014 — 10 de mayo de 2014                  | Siguiente: «A Sky Full of Stars» de Coldplay          |
| Anterior: «All About That Bass» de Meghan Trainor                  | Los 40 Principales — Sencillo número uno 08 de noviembre de 2014 — 29 de noviembre de 2014  | Siguiente: «Blame» de Calvin Harris con John Newman   |

## Premios y nominaciones

### Grammy Awards
Los Grammy Awards son una entrega anual de premios creados por la Academia Nacional de Artes y Ciencias de la Grabación. Los Grammys, se consideran equivalentes a los Premios Óscar en el mundo de la música. Debido a "Chandelier", Sia tiene 4 nominaciones a los Grammy Awards.
| Año  | Trabajo Nominado | Categoría                      | Resultado |
| ---- | ---------------- | ------------------------------ | --------- |
| 2015 | Chandelier       | Grabación del Año              | Nominado  |
| 2015 | Chandelier       | Canción del Año                | Nominado  |
| 2015 | Chandelier       | Mejor Interpretación Vocal Pop | Nominado  |
| 2015 | Chandelier       | Mejor Video Musical            | Nominado  |

### MTV

#### MTV Europe Music Awards
Los MTV Europe Music Awards son una entrega de premios anual donde se reconoce a los artistas más exitosos en Europa.
| Año  | Trabajo ganador | Categoría     | Resultado |
| ---- | --------------- | ------------- | --------- |
| 2014 | Chandelier      | Video del Año | Ganadora  |

#### MTV Video Music Awards
Los MTV Video Music Awards son una entrega de premios anual creados en 1984 por el canal de televisión MTV para destacar a los mejores videos musicales del año. Sia ha recibido dos nominaciones.
| Año  | Trabajo nominado | Categoría         | Resultado |
| ---- | ---------------- | ----------------- | --------- |
| 2014 | Chandelier       | Video del Año     | Nominado  |
| 2014 | Chandelier       | Mejor Coreografía | Ganador   |